# Kajlaš Satjarti
Kailash Satyarthi (rojen 'Kailash Sharma'), indijski zagovornik otroških pravic, mirovnik, nobelovec, * 11. januar 1954. 
Največji življenjski dosežek je Satyarthijevo delo za doseženo soglasje Mednarodne organizacije dela pri sprejetju Konvencije Št 182 o najhujših oblik dela otrok, ki je sedaj glavna smernica za vlade po vsem svetu.

## Zgodnje življenje
Prvotno imenovan Kajlaš Šarma, se je Satjarti rodil 11. januarja 1954 v Vidisha okrožju centralne indijske zvezne države Madja Pradeš.
Obiskoval je vladno srednjo šolo za dečke in dokončal smer za elektrotehnika, nato pa preko Samrat Ašok Tehnološkega inštituta iz Vidiše diplomiral iz elektroinženiringa,  podiplomski študij je napravil iz visokonapetostne tehnike. Nato se je pridružil univerzi v Bhopal kot predavatelj za nekaj let.

## Delo
Leta 1980 je opustil svojo kariero elektroinženirja in profesorja in postal sekretar za Osvobodilno fronto prisilnega dela; istega leta ustanovi tudi Bachpan Bachao Andolan (Gibanje za ohranitev otroštva). Deluje v več mednarodnih organizacijah in si prizadeva za višjo raven varstva pravic. Zelo si prizadeva za svetovno sodelovanje nevladnih organizacij, učiteljev in učiteljskih sindikatov.
Poleg tega je ustanovil GoodWeave International (prej znan kot Rugmark) kot prvo prostovoljno označevanje, nadzor in certificiranje sistema preproge izdelane brez uporabe delo otrok v Južni Aziji. Satjarti je poudaril delo otrok, kot vprašanje človekovih pravic, hkrati pa tudi izhodišče za dvig družbene blaginje, bolj odgovorno potrošnjo in povod za dobrodelnost. Zatrjuje, da otroško delo podaljšuje revščino, brezposelnost, nepismenost, rast prebivalstva, in druge družbene probleme, in njegove trditve so bili podprte z več študij. Pomembno sodeluje z Unescom.
Satjarti je skupaj s pakistansko aktivistko Malalo Jusafzaj prejel Nobelovo nagrado za mir leta 2014 "za svoj boj proti zatiranju otrok in mladih ter za pravice vseh otrok do izobraževanja". Satjarti je peti Nobelov nagrajenec za Indijo in šele drugi indijski dobitnik Nobelove nagrade za mir po materi Tereziji leta 1979.